# Jafre
Jafre – gmina w Hiszpanii, w prowincji Girona, w Katalonii, o powierzchni 6,66 km². W 2011 roku gmina liczyła 425 mieszkańców.